# Alfred Irving
Alfred Irving, sannolikt född 1900 död efter 1942, var en amerikansk man som tros vara den siste individen att friges från slaveri i USA.

## Bakgrund

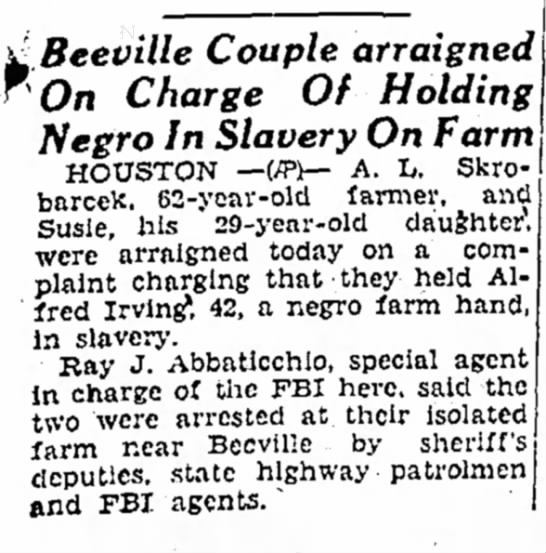

Familjen Skrobarcek, fadern Alex och dottern Susie, åtalades 2 oktober 1942 för att ha hållit Irving i slaveri i fem år. Paret arresterades på sin ensligt belägna farm av representanter för sheriffämbetet, trafikpolisen och FBI.
De piskade honom återkommande, svältfödde honom och slog honom med kedjor och rep så illa att han  blev fysiskt vanställd.

## Domen - skyldiga till slavhållning
Far och dotter Skrobarcek förklarade sig oskyldiga ("Not guilty plea"), men dömdes till fyra respektive två års fängelse vid rättegången för att ha brutit mot 18 USC 77 §, Peonage, slavery, and trafficking in persons ("Livegenskap, slaveri, och trafficking av människor").